# Gustaf Brunkman
Gustaf Brunkman, švedski veslač, * 2. september 1888, Karlskrona, † 26. november 1959, Danderyd.
Brunkman je za Roddklubben af 1912 nastopil na Poletnih olimpijskih igrah 1912 v Stockholmu, kjer je nastopil v osmercu, ki je bil izločen v četrtfinalu.